# Croton cinerascens
Espèce
Croton cinerascens est une espèce de plantes à fleurs du genre Croton et de la famille des Euphorbiaceae, présente au Brésil (Goias).
Il a pour synonymes :
- Croton villosus, Müll.Arg., 1873
- Croton villosus var. cinerascens, Müll.Arg., 1873
- Croton villosus var. rufescens, Müll.Arg., 1873
- Oxydectes villosa, Kuntze